# Materiale elastico lineare
Con il termine materiale elastico lineare ci si riferisce ad un materiale che, sottoposto ad una tensione, subisce una deformazione elastica, proporzionale alla tensione stessa secondo un fattore di proporzionalità E detto modulo di Young. 
L'elasticità del materiale significa che, fino ad un valore limite, la deformazione del materiale segue la variazione della tensione nel tempo in maniera continua e non permanente.
La relazione che lega sforzo e deformazione è la seguente:
{\displaystyle \sigma =E\cdot \varepsilon }
Come da figura, il materiale è definito rigorosamente elastico fino al punto 1. Fino al punto 2 sussiste ancora una proporzionalità tra tensione e deformazione. Dal punto 3 si esce dal campo lineare. In 4 si raggiunge il punto di snervamento del materiale stesso.